# Усу (аэропорт)
Международный аэропорт Тайюань Усу (кит. трад. 太原武宿國際機場, упр. 太原武宿国际机场, пиньинь Tàiyuán Wǔsù Guójì Jīchǎng), (ИАТА: TYN, ИКАО: ZBYN) — гражданский аэропорт, обслуживающий коммерческие авиаперевозки городского округа Тайюань (провинция Шаньси, Китайская Народная Республика). Крупнейшая воздушная гавань провинции Шаньси расположена в 15 километрах к юго-востоку от центра Тайюаня.
Построенный в 1939 году, к настоящему времени порт стал одним из наиболее значимых и загруженных аэропортов провинции Шаньси, и обеспечивает регулярное авиасообщение с крупнейшими городами Китая. С марта 2006 по конец следующего года в международном аэропорту Тайюань Усу проводились работы по возведению нового пассажирского терминала пропускной способностью в 6 миллионов пассажиров в год, общий бюджет проекта составлял 1,57 миллиардов юаней. В период проведения Летних Олимпийских игр 2008 года Тайюань Усу обеспечивал дополнительную поддержку в обработке пассажирского трафика международному аэропорту Пекин Столичный.
Международный аэропорт Тайюань Усу является одним из основных пунктов назначения в маршрутных сетях авиакомпаний China Eastern Airlines и Hainan Airlines.
В 2010 году услугами аэропорта воспользовались 5 252 783 человека, выведя Тайюань Усу на 30-е место в списке самых загруженных аэропортов Китая по показателю обслуженных пассажиров за год.